# Осот
Осо́т; бода́к (Cirsium) — рід багаторічних, рідше дворічних або однорічних трав'янистих рослин родини айстрових. Поширені у Євразії, Північній і Східній Африці, Центральній і Північній Америці (до того ж багато видів були натуралізовані за межами їх рідних ареалів). Деякі види висаджують у садах для краси та для залучення метеликів.

## Етимологія
Українська назва рослини «осот» (праслов. *osъtъ) пов'язана з його колючістю: утворена від праслов'янського кореня *os- («гострий»), споріднена з лат. acus («гостряк», «голка») і грец. άκανος («будяк»). 
Наукова назва Cirsium походить від дав.-гр. κίρσιον — «осот», а те від κιρσός — «набряклість вен», натякаючи на представників роду, що застосовувалися в лікувальних цілях для лікування варикозного розширення вен.

## Опис
Це багаторічні, дворічні чи однорічні рослини завдовжки від 5 до 400 см. Стебла одинарні чи кратні, прості чи розгалужені, випростані, іноді вузько колюче-крилі. Листки базальні й стеблові; видовжені, цілісні чи перисто-роздільні, шипасті. Квітки трубчасті, у кошиках, зібраних у волоте-щіткоподібні суцвіття. Плоди — сім'янки з перистими летючками. Мають дуже розвинену кореневу систему (головний корінь заглиблюється на 5—6 м, а іноді й на 9 м).

## Поширення
Рід нараховує приблизно 420 видів, поширених у Північній і Східній Африці, Європі, Азії, Колумбії, Центральній і Північній Америці (у тому числі Ґренландії). В Україні зростають:
1. Cirsium alatum (S.G.Gmelin) Bobrov — осот крилатий;
2. Cirsium arvense (L.) Scop. (у т. ч. Cirsium incanum, Cirsium setosum) — осот польовий;
3. Cirsium canum (L.) All. — осот сірий;
4. Cirsium ciliatum Moench — осот війчастий;
5. Cirsium decussatum Janka (у т. ч. Cirsium polonicum) — осот хрещатий;
6. Cirsium erisithales (Jacq.) Scop. — осот липкий;
7. Cirsium esculentum (Siev.) C.A.Mey. — осот їстівний;
8. Cirsium heterophyllum (L.) Hill — осот різнолистий;
9. Cirsium laniflorum (Bieb.) Fischer (у т. ч. Cirsium sublaniflorum & Cirsium tauricum) — осот вовнистоцвітий;
10. Cirsium oleraceum (L.) Scop. — осот овочевий;
11. Cirsium palustre (L.) Scop. — осот болотяний;
12. Cirsium pannonicum (L. fil.) Link — осот паннонський;
13. Cirsium rivulare (Jacq.) All. — осот прибережний;
14. Cirsium serrulatum (Bieb.) Fischer — осот пилчастий;
15. Cirsium ukranicum Besser ex DC. — осот український;
16. Cirsium vulgare (Savi) Ten. — осот звичайний;
17. Cirsium waldsteinii Rouy — осот Вальдштайна.

Деякі види — злісні бур'яни, осот польовий, або рожевий (С. arvense), поширений переважно в Правобережному Лісостепу, на Поліссі, в Карпатах. Осот польовий має кілька форм: щетинистий, ліловий, червоний та інші. Усі вони легко перезапилюються. Засмічує всі сільськогосподарські культури. Як заходи боротьби застосовують правильні сівозміни, чисті пари в степу. Систематично знищують осот, застосовуючи комплекс агротехнічних і хімічних заходів.

## Використання
Низка видів може вживатись у їжу — молоді листки приготовленими. Кілька видів має медичне застосування. Насіння всіх видів дає хорошу олію.